# Gjølen festival
Gjølen Festival er en festival der afholdes hver sommer på Gjøl
Gjølen Festival startede i år 2001 og begyndte som en havefest som så senere skulle udvikle sig til en festival. 

## Historie
Festivalen begyndte i år 2001 som en mindre havefest med cd'er på anlægget og kun 50 gæster.
De efterfølgende år er festivalen bleven større og større og nu også med live musik.
I 2009 havde festivalen 600 gæster.
I 2010 slog festivalen besøgsrekord med ca. 900 gæster lørdag og 400 spisende til helstegt pattegris.
I 2016 besøgte cirka 1300 gæster festivalen, og dermed slog festivalen rekorden fra 2010.

## Live bands på festivalen
- HDPH – 2008 2009 2011 2013 2014
- Red Rooster Band – 2009 2010 2011 2012
- Ole Gas – 2009
- Rareman – 2006 2007 2008 2009 2010 2011 2012 2013 2015
- Den Irske Duo – 2009 2010
- Green Weed – 2011
- The Chinese Takeouts – 2007
- Tumbleweed – 2007 2008
- Den Røde Tråd – 2011
- FuelPump – 2010
- Girl Jam – 2010
- Busted Blues Band – 2010
- Malte Nielsen & Henning Jensen – 2011
- Morten Bentsen – 2012 2015
- Anders & Co – 2012 2015
- Gokke Madsen – 2012 2013 2015
- Spinning Wheels – 2012
- Ib Grønbech - 2014 2016 2018
- Kopibandet.dk - 2013 2014 2015 2016 2018
- Superscum - 2013
- The Shakers - 2013
- Jens Varmløse - 2015 2016 2017
- Peter Belli - 2015
- Tom Donovan - 2015
- Bamse Jam - 2016
- Peter og de andre kopier - 2016
- Morten B - 2016
- Michael Hausted - 2018
- Drenge på tur - 2018
- Cirstenduo - 2018
- McGuinness - 2018
- Humørekspressen - 2018

## Aktiviteter på festivalpladsen
- Stangtennis
- Kongespil
- Kroket
- Petanque
- Rafle eller andre medbragte spil.

## Andet om festivalen
Entre og camping på teltpladsen er gratis. 2010 var det første år hvor festivalen, med succes, også tillod campingvogne.
Øllet leveres af det lokale bryghus.
Maden leveres af byens kro.
- I 2010 arrangerede musikeren Rareman, som også optrådte på festivalen, en busrute der jævnligt kørte frem og tilbage fra Aalborg til Gjøl, hvilke var medvirkende til at endnu flere gæster kom til Gjølen festival i 2010.
- I foråret 2011 arrangerede folkene bag Gjølen Festival et Stand up Show, hvor bl.a. MC og Sebastian Dorset deltog.
- I 2013 optræder Jacob Tingleff og Michael Schøt i Gjøl hallen til fordel for festivalen.
- I 2016 kunne man for første gang bruge MobilePay ved festivalen.
- I 2017 startede konceptet VIP Telt. Sponsorer kan købe en plads med fri mad og drikkevarer under koncerterne, serveret af egen personlig tjener.